# Mezzojuso
Mezzojuso (sicilianska: Menzijusu) är en stad och kommun i storstadsregionen Palermo, innan 2015 i provinsen Palermo, i regionen Sicilien i Italien. Kommunen hade 2 877 invånare (2017). Mezzojuso gränsar till kommunerna Campofelice di Fitalia, Villafrati, Ciminna, Godrano och Cefalà Diana.
Landets ekonomi är huvudsakligen baserad på odling av traditionella grödor som vete hårt, på kornet, utsäde, extra jungfruolja, från gamla och plantera nya träd, och uppfödning av får, nötkreatur och getter.[källa behövs]